# Hexágono invernal

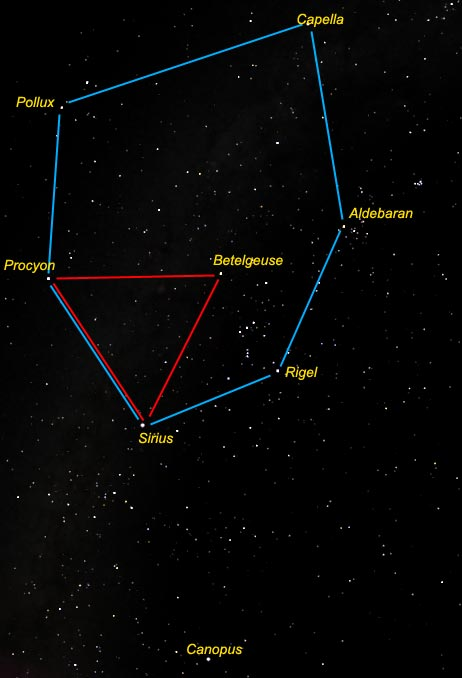
En rojo el Triángulo de invierno, en azul el Hexágono de invierno.

El Hexágono invernal o también círculo de invierno es una figura astronómica o seudoconstelación con forma de hexágono imaginario, visible durante el invierno en el hemisferio norte. 
Sus vértices se corresponderían con Rigel, Aldebarán, Capella, Pólux/Cástor, Procyon y Sirio (Cástor y Pólux están muy cerca una de la otra (solo unos grados)). 
En la mayor parte de la Tierra (excepto la isla Sur de Nueva Zelanda y el extremo sur de Chile y Argentina y la Antártida) esta figura es perfectamente visible en el cielo desde diciembre hasta marzo. En los trópicos y el hemisferio sur (en este último llamada "hexágono de verano") puede ser considerada como formada por la brillante estrella Canopus, más al sur, en lugar de Sirio.
El Triángulo invernal, más pequeño pero más definido (de acuerdo a su nombre) y por lo tanto más fácil de localizar, es aproximadamente equilátero y comparte dos vértices con el hexágono (Sirio y Procyon). El tercer vértice es Betelgeuse. Estas tres estrellas están entre las diez estrellas más brillantes vistas desde la Tierra, siendo Sirio la más brillante. Betelgeuse es también fácil de localizar, pues es el hombro de Orión; una vez localizado el triángulo el hexágono es más fácil de divisar.
Las estrellas del hexágono forman parte de seis constelaciones. En el sentido del reloj alrededor del hexágono, comenzando con Sirio, veremos a Canis Major, Canis Minor, Géminis, Auriga, Tauro y Orión. Así, un observador que localice Orión puede ubicar el triángulo y el hexágono para ubicar así las otras cinco constelaciones.
- Datos: Q515922
- Multimedia: Winter Hexagon / Q515922